# Вознесеньев день

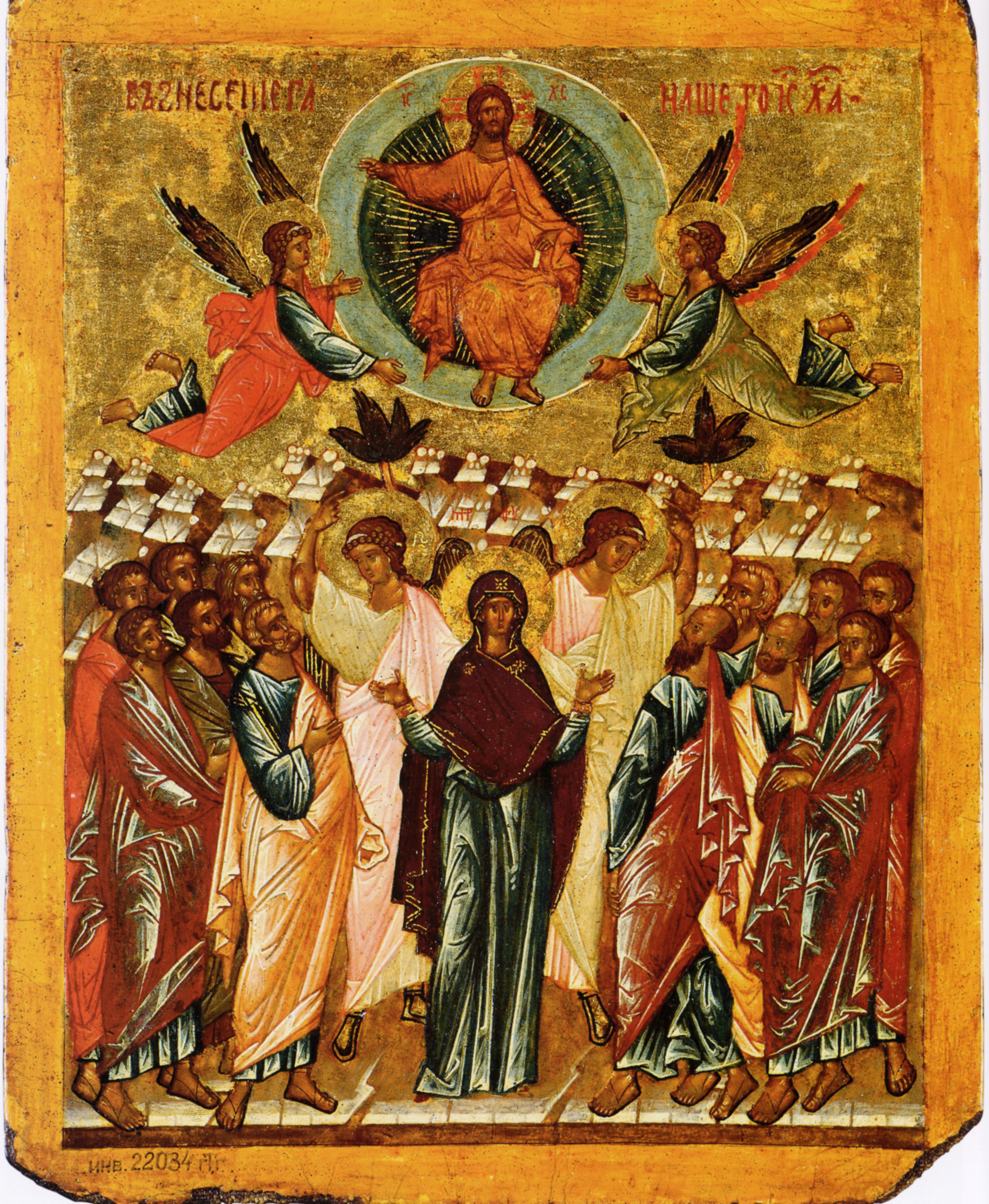
Икона «Вознесение». Конец XV века

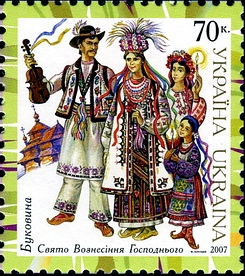
Вознесение на Буковине

Вознесе́ньев день (Вознесение) — день в народном календаре у славян, приходящийся на 40-й день после Пасхи, который всегда приходится на четверг, и посвящённый памяти Вознесения Господня. Считалось, что с Вознесеньева дня начинается полный расцвет весны и переход к лету; с этого дня начинали провожать весну. Последнее же весеннее воскресенье именовалось «проводами весны и встречей русалок».

## Другие названия
рус. Вознесение, Вознесенье; укр. Вознесіння, Вознесення, Вшестя, Знесення, Піднесення, бел. Узнясенне, Ушэсце, Ушэснік, Шоснік, болг. Спасовден, Спас; серб. Спасовдан; макед. Спасовден, Испас; хорв. Križ, Križevo, Spasovo, Sensa, Sensovo; словен. Vnebohod, Veliko Telovo, Križi, Afrten; в.-луж. Stupjenje do njebes, Bože spece; н.-луж. Stupny swežen, stwortk; пол. Wniebowstąpienie; словац. Vstúpenie Krista Pána.

## Обычаи и поверья
Крестьяне верили, что с Велик-дня до Вознесения открыты двери рая и ада: «отверзаются двери райские, разрешаются узы адские». Праздник завершал период растворения границ, единение миров: божественного и человеческого, мира живых и мира умерших, грешников и праведников. По народным представлениям, до Вознесения грешники, томящиеся в аду, не только не мучаются, но и могут веселиться с праведниками: «С Велик-дня до Вознесенья — всему миру сведенье — и дедам, и внукам, и раю, и мукам». Поэтому Вознесение во многих деревнях считалось поминальным днём.
В эти сорок дней запрещается плевать на улицу, выкидывать туда мусор, потому что «можно попасть в Христа, приходящего к избам под видом нищих». Повсеместно на Руси полагается с большим вниманием относиться к нищим и убогим людям.
По русскому преданию, «благочестивым людям, доживающим последний год жизни, дано от Бога даже видеть, как из разверзшихся небес опускается к главному церковному яблоку лестница. Сходят по ней ангелы и архангелы, и все силы небесные, становятся в два ряда по бокам лестницы и ожидают Христа. Как ударят в колокол к «Достойно» (молитва), так и поднимается-возносится Спас-Батюшка с грешной, обновленной Его Пресветлым Воскресением земли. Немногим дано видеть все эти чудеса, но есть и такие люди на свете».
В этот день стряпали особые блины: «Божья окутка», «онучки», «Христовы лапотки» — которые пекли «Христу на дорожку». По поверьям деревень, Спас — сын Божий, от Воскресенья (Велик-дня) до Вознесенья Русь обходит, а земля-то обширна, а обутка-то лыковая, не ноская, надобна ей перено́ва. Пеклись поминальные хлебцы-лесенки из ржаного теста, которые могли помочь душам предков поскорее вознестись на небо; красились яйца. Печенье в виде лесенок дети несли в поле, чтобы выше к небу тянулись рожь и лён, или на кладбище — поминали умерших. Есть поверье, что, если вынести такие лесенки на ниву-полосу да поставить по одной на каждом углу загона, — так и рожь пойдёт расти быстрее и вырастет выше роста человеческого. Только, по убеждению старых людей, надо всё это делать с молитвою тайною да с опаскою от глаза лихого, с оглядкой от человека недоброго-завидущего, а то не выйдет никакого толку.
Во многих сёлах Воронежской области на Вознесение пекли лесенки — «штоб Гасподу легше была ат нас ухадить». Лесенки отдавали детворе кушать. «Вознесение праздновали, ходили на кладбищу к своим. Прощались, потому что Боженька ушёл от нас, он с Пасхи до Троицы путешествовал, а на Вознесение он уже от нас ушёл. На кладбище носили кулич, положуть на крест».
В Вологодской области для того, «чтобы Христу легче было подниматься на небеса», в каждом доме хозяйки пекли лепёшки с творожной начинкой, края которых загибались и защипывались в виде ступенек — «рогушки» или «преснушки»: «Преснушки пекли. И говорили, што Господь вот по этем по щипенькам полезёт наверхь. Защипеньки такие кругом». Готовили мясные блюда, пекли пироги, приглашали гостей.
Во многих местах существовал обычай ходить на Вознесенье в гости по родным и знакомым. Это в старину называлось «ходить на перепутье», причём гости приносили хозяевам в подарок лесенки, испечённые из пшеничного теста на меду и с сахарным узорочьем.
Согласно приметам, в канун Вознесения, соловьи поют громче и звонче, чем во всё остальное время. В некоторых местностях эту ночь называется «соловьиной», так как даже ловцы птиц не ловят соловьёв, иначе «целый год спорины не будет». Считается, что утром на Вознесенье покрывается Мать-Сыра-Земля обильной росой, которая обладает большой целебной силой. Её по утру собирают лекари-знахари, потому что «Если знать такое слово заветное да пошептать его над Вознесенской росою, да выпить болящему дать.
В некоторых губерниях, в средней полосе Российской империи, на Вознесение — водили колосок (вид хоровода) по деревням и сёлам. «Колосовождение» совершалось по особому порядку. Раным-рано поутру собиралась-снаряжалась деревенская молодёжь — девки, бабы-молодки и парни с новожёнами; вместе с восходом солнца, взявшись по-двое за руки, шли к околице. Здесь все становились в два ряда, лицом к лицу, и опять-таки брали друг друга за руки. Таким образом получался живой мост, вытягивавшийся в узкую ленту, пестревшую цветами праздничных нарядов. По этому мосту соединенных рук пускали идти маленькую девочку с венком на голове, украшенным разноцветными лентами с цветочными перевязями. Пройдёт по рукам одной пары девочка, — забегает живое звено моста вперёд и опять становится в очередь. Так и доходило всё шествие до самого озимого поля. В это время девушки припевали: «Лада, Лада! Ой, Лада! Ой, Лада!».
В Гомельской губернии к Вознесению был приурочен обряд «похорон (вождения) стрелы». Во многих местах совершается поселянами крещение кукушек в третье, иногда в пятое, шестое или седьмое воскресенье по Пасхе, а более в день Жён-мироносиц (через четырнадцать дней после Пасхи в воскресенье). В Таловском районе Воронежской области обычаи праздника включают в себя элементы «троицкой» обрядности: кумление, завивание венков.
Во многих деревнях соблюдались обряды «заклинания жита»: крестьянки шли в поле, каждая вставала у своей нивы, кланялась на четыре стороны света и бросала печенье-лесенку вверх, приговаривая: «Чтобы рожь моя выросла также высоко». После чего лесенка съедалась. Иногда вверх летели домашние ложки и яйца с теми же приговорками. Могли добавляться просьбы о высоком льне.

## Поговорки и приметы
- Цвести весне до Вознесения[13].
- Дошла весна до красна до Вознесения — тут ей и конец[26].
- Весна о Вознесение на небо возносится, на отдых в рай пресветлый просится[26].
- До Вознесенья Христова весна петь-плясать готова[13].
- Вознесение с дождём — Илья с грозой[27].